# Eva Green
Eva Gaëlle Green (París, 6 de julio de 1980) es una actriz y modelo francesa, hija de la actriz Marlène Jobert. Comenzó su carrera en el teatro antes de debutar en el cine con el largometraje de Bernardo Bertolucci Soñadores (2003). Obtuvo reconocimiento internacional por su interpretación de Sibila de Jerusalén en el drama histórico de Ridley Scott Kingdom of Heaven (2005). El año siguiente interpretó a la chica bond Vesper Lynd en la película del agente 007 Casino Royale (2006), actuación por la que recibió el premio Rising Star otorgado por la Academia Británica de las Artes Cinematográficas y de la Televisión.
Desde entonces ha protagonizado largometrajes como Cracks (2009), Womb (2010) y Perfect Sense (2011). En 2014 encarnó a Artemisia I de Caria en la película épica 300: Rise of an Empire y a Ava Lord en la secuela de Sin City de Frank Miller y Robert Rodriguez, Sin City: A Dame to Kill For. Green es reconocida además por sus constantes colaboraciones con el director estadounidense Tim Burton, interpretando a Angelique Bouchard Collins en la película de terror Sombras tenebrosas (2012), a Alma Peregrine en la cinta de fantasía Miss Peregrine's Home for Peculiar Children (2016) y a Colette Marchant en la nueva versión del clásico de Disney, Dumbo (2019).
Sus créditos en televisión incluyen producciones como Camelot (2011, interpretando el papel de Morgana) y Penny Dreadful (2014–2016, interpretando a Vanessa Ives), ganando por esta última una nominación a los Globos de Oro en la categoría de mejor actriz de una serie de televisión dramática.

## Primeros años
Eva Gaëlle Green nació el 6 de julio de 1980 en París, Francia. Es hija de la actriz francesa (nacida en Argelia y de ascendencia judía sefardí) Marlène Jobert y de Walter Green, un dentista sueco-francés. Tiene una hermana melliza, Joy (Johanne), que nació dos minutos más tarde que ella.
Estudió en una escuela de habla inglesa, donde era conocida por ser una chica reservada, pero eso no impidió que desarrollase un interés por la egiptología cuando visitó el Museo del Louvre a la edad de siete años.
Aspiró a ser actriz a los catorce años cuando vio a Isabelle Adjani en L'Histoire d'Adèle H. Al principio su madre no aceptó la idea de que se convirtiera en actriz pero al final la apoyó en sus ambiciones. Green continuó sus estudios en la Escuela de Artes Dramáticas St. Paul en París y tomó clases de actuación en la Academia Webber Douglas en Londres. Al finalizar el curso retornó a su ciudad natal, donde apareció en varias obras de teatro. Afirmó más tarde que, mientras se encontraba en la escuela de arte, ella «siempre escogía los roles de villana» porque «era una excelente manera de lidiar con las emociones diarias».

## Trayectoria profesional
Previo a su primer papel oficial, apareció en los últimos minutos de la película Le Pianiste (2001) como un extra. 

### Inicios en el teatro francés y debut en el cine
Su actuación en la obra Jalousie en Trois Fax (2001) le valió una nominación a los Premios Molière. Turcaret fue otra obra de teatro notable en la que participó (2002).
En 2002 hizo su debut en el cine, cuando el director Bernardo Bertolucci la escogió para interpretar el papel de Isabelle en Soñadores (2003). En la película tuvo que aparecer desnuda y filmar escenas sexuales gráficas, hecho que no fue del total agrado ni de su madre ni de su agente. Green afirmó en una entrevista con The Guardian que ambos le rogaron que no aceptara el papel, preocupados porque «podría tener el mismo destino de Maria Schneider», quien fue expuesta a un fuerte trauma psicológico durante la grabación de El último tango en París de Bertolucci. Green aseguró que con la guía de Bertolucci se sintió cómoda durante la filmación de las escenas sexuales, pero que se sintió avergonzada cuando su familia vio la película. Bertolucci la definió como «tan bella que es indecente» y su interpretación trajo la aclamación de la crítica, suscitando comparaciones con Liv Tyler. La actriz expresó su sorpresa cuando se recortó un minuto de la película para su lanzamiento en el mercado estadounidense, afirmando: «Hay mucha violencia en las calles y en la pantalla. Eso no les importa. Sin embargo, al parecer el sexo les asusta».  Su segunda película fue Arsène Lupin, dirigida por Jean-Paul Salomé y coprotagonizada por Romain Duris y Kristin Scott Thomas. La actriz disfrutó interpretar un rol sencillo en la cinta, aunque ha asegurado en más de una ocasión que prefiere la interpretación de personajes con mayor complejidad emocional.

### Reconocimiento internacional

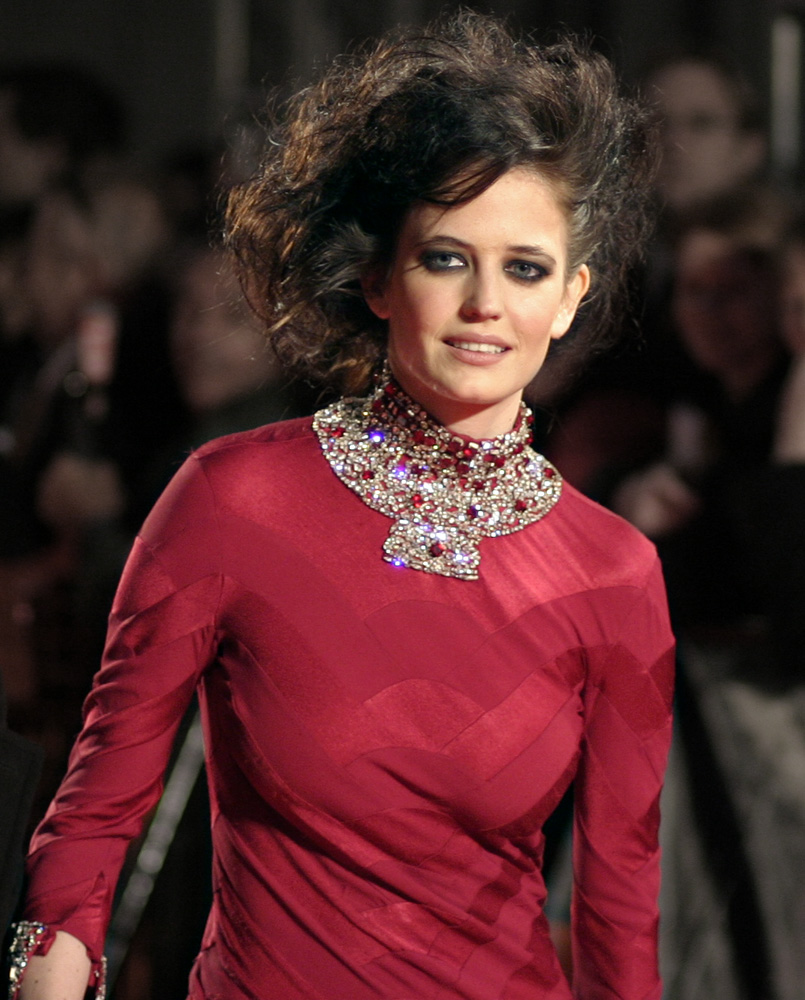
Eva Green en los Premios BAFTA en el Royal Opera House de Londres, 2007.

Su desempeño en Soñadores la llevó a ser escogida por Ridley Scott para interpretar el papel de Sibila de Jerusalén en El reino de los cielos, su tercera actuación como protagonista junto a Orlando Bloom y Liam Neeson. Para su disgusto, mucho de su tiempo en pantalla fue recortado. Stephanie Zacharek de Salon.com alabó su desempeño: «No sabe muy bien qué hacer con los diálogos trillados de su personaje, pero lo lleva tan bien que apenas se nota». Nev Pierce de la BBC, sin embargo, afirmó que su personaje carecía de carisma. En una nueva versión de la película, las escenas eliminadas del personaje de Green fueron restauradas.
Inicialmente fue considerada para protagonizar las películas El jardinero fiel (papel que a la postre fue interpretado por Rachel Weisz) y La Dalia Negra. Fue escogida en el último instante para interpretar el papel de Vesper Lynd en la película del agente secreto James Bond Casino Royale (2006). El papel se le ofreció a la actriz a mediados de 2005, pero en ese momento ella lo rechazó. El director Martin Campbell tuvo la oportunidad de ver su desempeño en El reino de los cielos y se contactó de nuevo con Green, quien leyó el guion y aceptó participar en el filme al notar que el personaje de Vesper era un poco más complejo que las estereotipadas personalidades de las chicas bond. Su desempeño en la cinta del agente secreto fue bien recibido: Entertainment Weekly la ubicó en la cuarta posición de su lista de mejores chicas bond de todos los tiempos; IGN la describió como una femme fatale y la Academia Británica de las Artes Cinematográficas y de la Televisión le otorgó el Premio BAFTA a la estrella emergente. La revista Empire también le otorgó un premio en la misma categoría.
En 2007 interpretó el papel de Serafina Pekkala en la película La brújula dorada. Green esperaba que la temática religiosa de la novela se mantuviera en el filme, pero las referencias al catolicismo fueron totalmente borradas en la edición final. Acto seguido apareció en la película Franklyn en el papel de Emilia, una atormentada artista (a quien Green comparó con las figuras de la vida real Sophie Calle y Tracey Emin) y de la misteriosa Sally, a quien la actriz describió como «una mujer llena de vida, ingeniosa y con un gran sentido del humor». En 2008 inició la filmación de Cracks, el debut como directora de Jordan Scott, hija de Ridley Scott, donde interpreta el papel de una profesora que se enamora de una de sus estudiantes. En marzo de 2009 apareció en la cinta Womb, donde encarna a una mujer que clona a su fallecido novio en una colaboración con el actor Matt Smith y el director Benedek Fliegauf. Aunque la película no fue bien recibida, la interpretación de Green fue blanco de elogios.

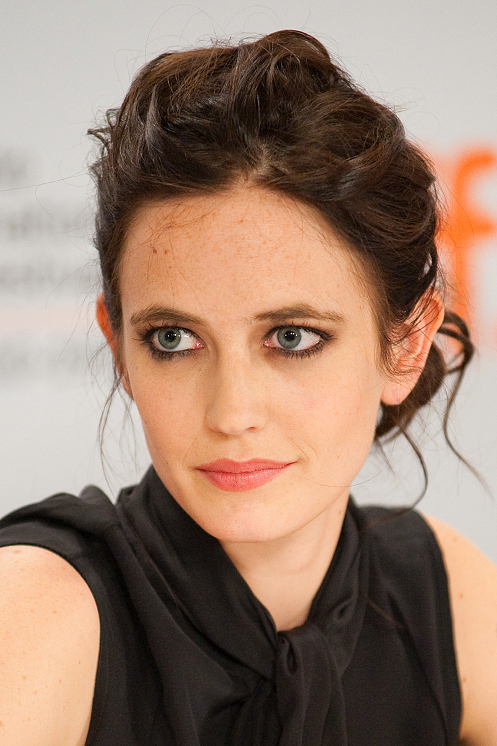
Green en el Festival de Cine de Toronto de 2009.

La actriz fue considerada para estelarizar la película francesa Un secret en 2007, pero Cécile de France se quedó finalmente con el puesto. Adicionalmente fue contactada por el reputado director Lars von Trier para que actuara en su controversial filme Anticristo (2009). En palabras del director, Green inicialmente tuvo la intención de aparecer en la película, pero sus agentes la convencieron de no hacerlo. El fallido intento de casting tardó más de lo esperado y la actriz anglofrancesa Charlotte Gainsbourg fue elegida en última instancia para el papel. Green señaló más tarde que tenía una buena relación con Trier, «pero en ese momento empezamos a hablar de escenas de desnudos y sexo y así sucesivamente. Se pasó un poco de la raya... Mi sueño era trabajar con él, pero es una pena que casi ocurriera justo en esa película. Seguramente me habrían destrozado de haber participado en ella».

### Década de 2010 y actualidad
En 2011, Green firmó un contrato con United Talent Agency en los Estados Unidos, conservando su contrato con Tavistock Wood en el Reino Unido. Acto seguido interpretó el papel de la hechicera Morgana en la serie de televisión de la cadena Starz, Camelot. La actriz indicó al respecto: «Es una historia icónica y tienes diez episodios para explorar a un personaje. No es el típico papel de novia que podrías tener en una película. Es un personaje muy valiente, con agallas». En 2012 encarnó a una malvada bruja llamada Angelique Bouchard, quien convierte al personaje interpretado por Johnny Depp en un vampiro en la película de Tim Burton Sombras tenebrosas.
En 2014 interpretó el rol de Artemisia I de Caria en 300: Rise of an Empire, secuela de la película épica de 2006 300.  Aunque la cinta tuvo una recepción crítica mediocre, su actuación fue blanco de elogios. En su reseña para Newsday, Rafer Guzmán comentó: «El único punto brillante es Eva Green como la maquinadora de Jerjes, Artemesia, una princesa guerrera con ojos de mapache.... Green interpreta a una insaciable mujer fatal llena de odio que se roba por completo el espectáculo». Stephanie Zacharek, escribiendo para The Village Voice, afirmó: «Rise of an Empire podría haber sido esencialmente más de lo mismo, pero hay algo que la hace 300 veces mejor que su predecesora. ¡Simples mortales de Atenas, Esparta y todas las ciudades desde Bombay hasta Mineápolis, contemplen a la magnífica Eva Green y tiemblen!».
Entre 2014 y 2016, Eva protagonizó la serie de terror de la cadena Showtime Penny Dreadful, en el papel de la oscura espiritista Vanessa Ives. Su desempeño le valió una nominación a los Globos de Oro en la categoría de mejor actriz en una serie de televisión dramática. También interpretó el papel principal de Ava Lord en Sin City: A Dame to Kill For (2014), secuela de la película de 2005 Sin City.
En 2016 retomó su constante colaboración con Tim Burton para estelarizar el filme Miss Peregrine's Home for Peculiar Children, basado en la novela del mismo nombre de 2011 escrita por Ransom Riggs. Nuevamente colaboró con Burton en la nueva versión del clásico de Disney, Dumbo, donde compartió el protagonismo con Colin Farrell y Michael Keaton.
En 2023, interpretó a Milady de Winter en dos adaptaciones cinematográficas francesas de la novela de Alejandro Dumas de 1844, Los tres mosqueteros; tituladas Los tres mosqueteros: D'Artagnan y Los tres mosqueteros: Milady, ambas dirigidas por Martin Bourboulon.

## Modelaje

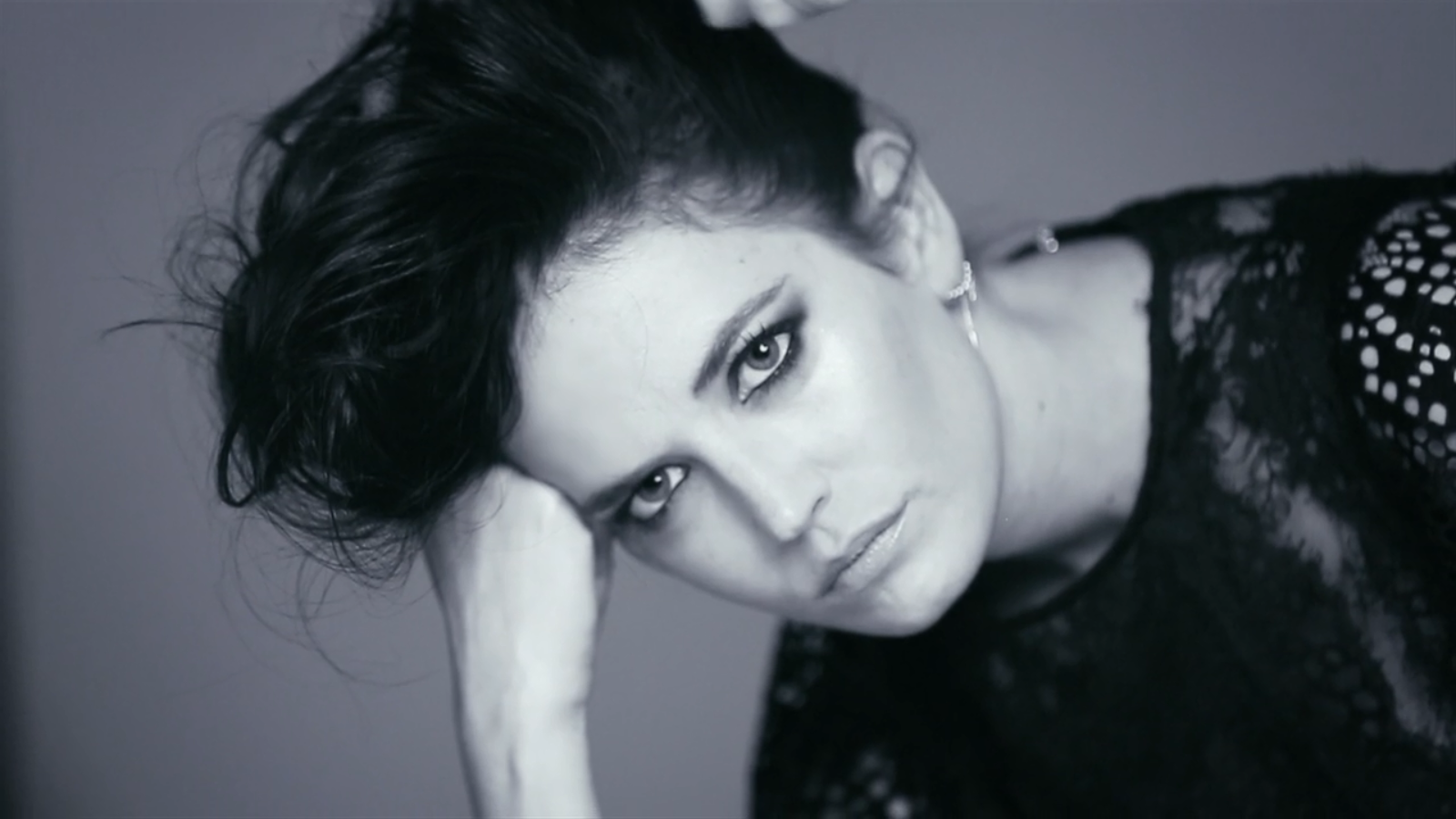
Imagen de Green en una campaña para L'Oréal.

En 2007, Green se convirtió en la imagen de «Midnight Poison», perfume de Christian Dior por John Galliano, tras protagonizar el anuncio del nuevo perfume, dirigido por el realizador hongkonés Wong Kar-Wai. Además ha participado en campañas publicitarias para las marcas Montblanc, L'Oreal, Breil, Emporio Armani, Lancôme y Heineken. En 2018 apareció en un comercial promocionando el coche eléctrico Jaguar I-Pace.

## Plano personal

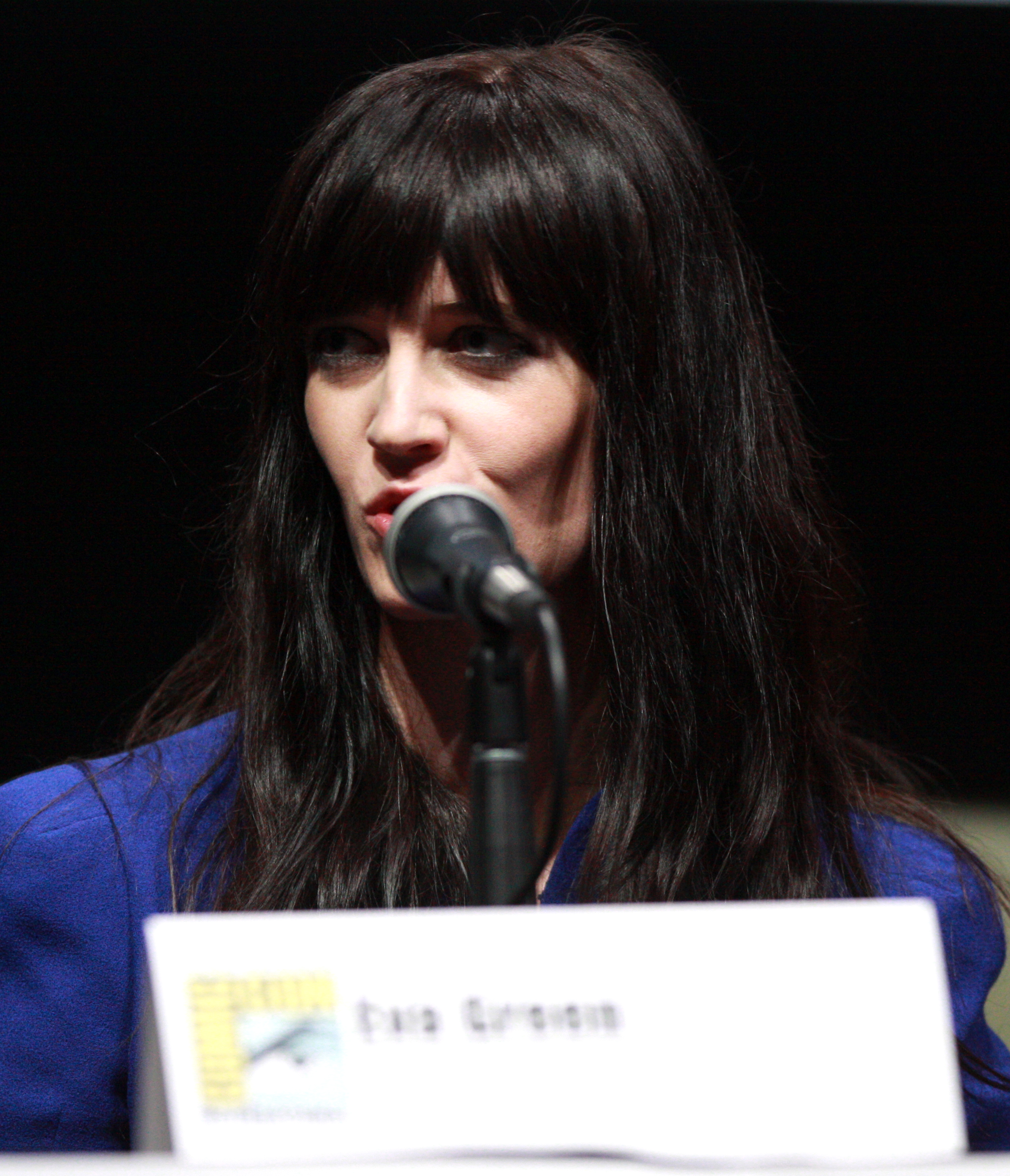
Eva Green en la Comic Con de San Diego (2013).

Green se considera una persona introvertida, afirmando en una ocasión: «Cuando la gente me conoce, se da cuenta de que soy muy fría... Mantengo la distancia y supongo que por eso me atrae tanto la actuación. Es como usar una máscara». Vive sola y, por su propia cuenta, lleva una vida discreta cuando no está trabajando. En una entrevista afirmó: «Supongo que la gente se sorprendería de saber que soy un poco hogareña. No me gusta ir a clubes o a fiestas salvajes. Después de un día de rodaje, me encanta volver a casa y relajarme junto al fuego con una copa de vino y un buen libro». Ha expresado su interés en la taxidermia y la entomología; una de sus pasiones es coleccionar insectos y cráneos de animales preservados.
En más de una ocasión ha expresado su deseo de volver al teatro. Dice que no tiene planes de trabajar en Hollywood a tiempo completo porque «el problema con Hollywood es que los estudios son superpoderosos, tienen mucho más poder que los directores. Mi ambición en este momento es simplemente encontrar un buen guion».
En 2014, luego de interpretar a una espiritista en la serie de televisión Penny Dreadful, la actriz habló de su lado espiritual. Dijo que aunque no es religiosa, cree en las fuerzas sobrenaturales. En 2017 reveló que el productor Harvey Weinstein intentó sobrepasarse con ella durante una reunión de negocios, por lo que tuvo que detenerlo.

## Filmografía

### Cine
| Año                | Título original                             | Título en España                                 | Personaje                 | Director/a                    | Notas  |
| 2003               | The Dreamers                                | Soñadores                                        | Isabelle                  | Bernardo Bertolucci           |        |
| 2004               | Arsène Lupin                                | Arsenio Lupin                                    | Clarisse de Dreux-Soubise | Jean-Paul Salomé              |        |
| 2005               | Kingdom of Heaven                           | El reino de los cielos                           | Sibila de Jerusalén       | Ridley Scott                  |        |
| 2006               | Casino Royale                               | Casino Royale                                    | Vesper Lynd               | Martin Campbell               |        |
| 2007               | The Golden Compass                          | La brújula dorada                                | Serafina Pekkala          | Chris Weitz                   |        |
| 2008               | Franklyn                                    | Franklyn                                         | Emilia / Sally            | Gerald McMorrow               |        |
| 2009               | Cracks                                      | Cracks                                           | Miss G                    | Jordan Scott                  |        |
| 2010               | Womb                                        | Womb                                             | Rebecca                   | Benedek Fliegauf              |        |
| 2011               | Perfect Sense                               | Perfect Sense                                    | Susan                     | David Mackenzie               |        |
| 2012               | Dark Shadows                                | Sombras tenebrosas                               | Angelique Bouchard        | Tim Burton                    |        |
| 2014               | 300: Rise of an Empire                      | 300: El origen de un Imperio                     | Artemisia I de Caria      | Noam Murro                    |        |
| 2014               | White Bird in a Blizzard                    | Pájaro blanco de la tormenta de nieve            | Eva Connor                | Gregg Araki                   |        |
| 2014               | The Salvation                               | The Salvation                                    | Madelaine                 | Kristian Levring              |        |
| 2014               | Sin City: A Dame to Kill For                | Sin City: la mujer por la que mataría            | Ava Lord                  | Robert Rodriguez Frank Miller |        |
| 2016               | Miss Peregrine's Home for Peculiar Children | El hogar de Miss Peregrine para niños peculiares | Miss Alma Peregrine       | Tim Burton                    |        |
| 2017               | Euphoria                                    | Euphoria                                         | Emilie                    | Lisa Langseth                 |        |
| 2017               | D'après une histoire vraie                  | Basada en hechos reales                          | Elle                      | Roman Polanski                |        |
| 2019               | Dumbo                                       | Dumbo                                            | Colette Marchant          | Tim Burton                    |        |
| 2019               | Proxima                                     | Proxima                                          | Sarah                     | Alice Winocour                |        |
| 2022               | Nocebo                                      | Nocebo                                           | Christine                 | Lorcan Finnegan               |        |
| 2023               | Les Trois Mousquetaires: D'Artagnan         | Los tres mosqueteros: D'Artagnan                 | Milady de Winter          | Martin Bourboulon             |        |
| 2023               | Les Trois Mousquetaires: Milady             | Los tres mosqueteros: Milady                     | Milady de Winter          | Martin Bourboulon             |        |
| TBA                | Dirty Angels                                |                                                  |                           | Martin Campbell               | [ 54 ] |
| (Fuente: IMDb.com) |                                             |                                                  |                           |                               |        |

### Televisión; series y películas

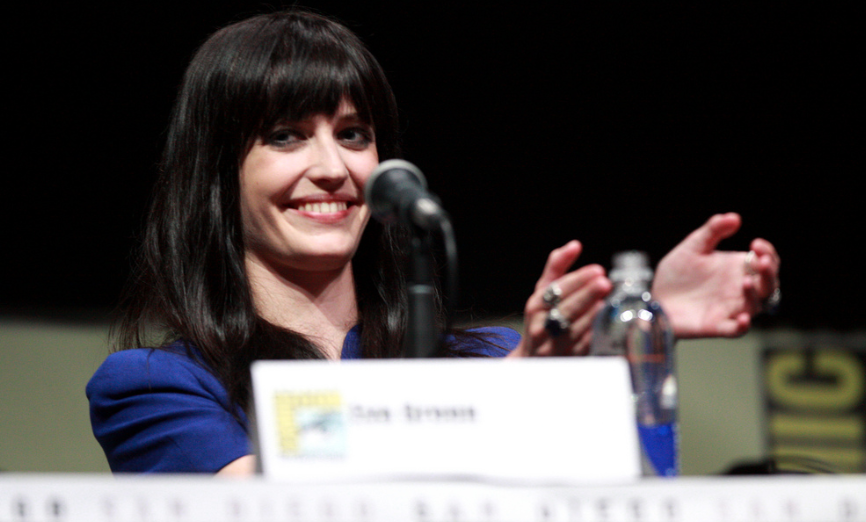
Eva Green en el Comic-Con en 2013.

| Año                | Título original | Personaje    | Notas        |
| ------------------ | --------------- | ------------ | ------------ |
| 2011               | Camelot         | Morgana      | 10 episodios |
| 2014 — 2016        | Penny Dreadful  | Vanessa Ives | 27 episodios |
| 2020               | The Luminaries  | Lydia Wells  | 6 episodios  |
| 2023               | Liaison         | Alison Rowdy | 6 episodios  |
| (Fuente: IMDb.com) |                 |              |              |

### Videoclips
| Año                | Título original  | Intérprete    | BSO           | Película      |
| ------------------ | ---------------- | ------------- | ------------- | ------------- |
| 2006               | You Know My Name | Chris Cornell | Casino Royale | Casino Royale |
| (Fuente: IMDb.com) |                  |               |               |               |

## Premios y nominaciones
| Año  | Premio                            | Categoría                                           | Trabajo nominado                                   | Resultado | Ref.   |
| ---- | --------------------------------- | --------------------------------------------------- | -------------------------------------------------- | --------- | ------ |
| 2004 | Premios del Cine Europeo          | Mejor actriz                                        | Soñadores                                          | Nominada  | [ 55 ] |
| 2005 | Teen Choice Awards                | Choice Movie: Escena de amor                        | (compartido con Orlando Bloom) – Kingdom of Heaven | Nominada  | [ 55 ] |
| 2005 | Teen Choice Awards                | Choice Movie: Liplock                               | (compartido con Orlando Bloom) – Kingdom of Heaven | Nominada  | [ 55 ] |
| 2007 | Premios BAFTA                     | Estrella emergente                                  | Casino Royale                                      | Ganadora  | [ 55 ] |
| 2007 | Irish Film & Television Awards    | Mejor actriz internacional                          | Casino Royale                                      | Nominada  | [ 55 ] |
| 2007 | National Movie Awards             | Mejor Performance de una mujer                      | Casino Royale                                      | Nominada  | [ 55 ] |
| 2007 | Saturn Awards                     | Mejor actriz de reparto                             | Casino Royale                                      | Nominada  | [ 55 ] |
| 2007 | Empire Awards                     | Mejor actriz revelación                             | Casino Royale                                      | Ganadora  | [ 55 ] |
| 2014 | Spike Guys' Choice Awards         | Jean-Claud Gahd Dam                                 | Eva Green vs Lauren Cohan                          | Ganadora  |        |
| 2015 | Premios Fangoria                  | Mejor actriz de televisión                          | Penny Dreadful                                     | Ganadora  | [ 55 ] |
| 2015 | Premios Satellite                 | Mejor actriz de serie de Drama                      | Penny Dreadful                                     | Ganadora  | [ 55 ] |
| 2015 | Critics' Choice Television Award  | Mejor actriz de serie de Drama                      | Penny Dreadful                                     | Nominada  | [ 55 ] |
| 2016 | Premios Globos de Oro             | Mejor actriz – Serie de televisión de Drama         | Penny Dreadful                                     | Nominada  | [ 55 ] |
| 2016 | Critics' Choice Television Awards | Mejor actriz de serie de Drama                      | Penny Dreadful                                     | Nominada  | [ 55 ] |
| 2016 | Premios Fangoria                  | Mejor actriz de televisión                          | Penny Dreadful                                     | Ganadora  | [ 55 ] |
| 2017 | Premios Fangoria                  | Mejor actriz de televisión                          | Penny Dreadful                                     | Nominada  | [ 56 ] |
| 2017 | Teen Choice Awards                | Mejor Actriz de Película - Ciencia Ficción/Fantasía | Miss Peregrine's Home for Peculiar Children        | Nominada  | [ 57 ] |
| 2020 | Premios César                     | Mejor Actriz                                        | Proxima                                            | Nominada  | [ 58 ] |
| 2020 | Premios Lumières                  | Mejor Actriz                                        | Proxima                                            | Nominada  | [ 59 ] |